# Letis iphianasse
Letis iphianasse là một loài bướm đêm trong họ Erebidae.